# Chytonix nigribasalis
Chytonix nigribasalis là một loài bướm đêm trong họ Noctuidae.